# Вільча-Воля (Кольбушовський повіт)
Вільча-Воля (пол. Wilcza Wola) — село в Польщі, у гміні Дзіковець Кольбушовського повіту Підкарпатського воєводства.
Населення — 2028 осіб (2011).
У 1975-1998 роках село належало до .

## Демографія
Демографічна структура станом на 31 березня 2011 року:
|          | Загалом | Допрацездатний вік | Працездатний вік | Постпрацездатний вік |
| -------- | ------- | ------------------ | ---------------- | -------------------- |
| Чоловіки | 1046    | 222                | 721              | 103                  |
| Жінки    | 982     | 220                | 567              | 195                  |
| Разом    | 2028    | 442                | 1288             | 298                  |